# Lo stivale di Garibaldi
Lo stivale di Garibaldi è un'opera di Andrea Camilleri pubblicata il 10 febbraio 2010 in allegato al magazine culturale Stilos. Nel libro è contenuta una prefazione di Gianni Bonina e un'intervista a Camilleri.

## Trama
Camilleri riprende la sua prefazione al libro Cinque mesi di prefettura in Sicilia del prefetto Falconcini e ne fa occasione per un più ampio racconto sulla Sicilia post-unitaria.
Enrico Falconcini, di origini fiorentine, quindi con una mentalità molto diversa da quella siciliana, viene assegnato, ad appena due anni dallo sbarco dei Mille in Sicilia, come prefetto ad Agrigento. Vi rimarrà come funzionario per un periodo di appena cinque mesi dall'agosto 1862, dopo la battaglia dell'Aspromonte, a metà gennaio 1863.
Il prefetto, uomo intransigente nutrito di ideali patriottici e savoiardi non si rende conto che la Sicilia del 1860, unitaria e garibaldina già, se mai lo è stata, non è più tale. O meglio, i siciliani hanno accettato la rivoluzione garibaldina, come un colorito cambio di facciata che in realtà non ha mutato nulla, ma fossilizzati nei loro usi e costumi secolari, contrastano  quelle regole e nuovi costumi che lo sconsiderato, ingenuo prefetto vorrebbe imporre. La sconfitta di Enrico Falconcini, che alla fine sarà costretto al trasferimento, è la sconfitta della nuova Italia sabaudo-piemontese.

## Note

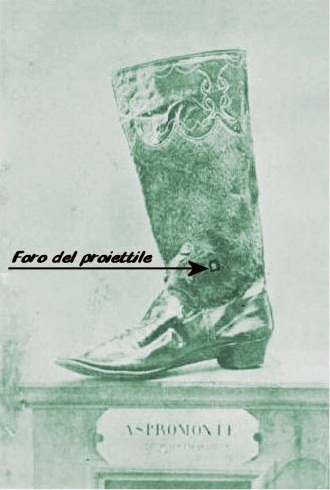
Stivale indossato da Garibaldi durante la "giornata dell'Aspromonte", da notare il foro d'entrata della pallottola sparata dal tenente Luigi Ferrari

## Edizioni
- Andrea Camilleri, Lo stivale di Garibaldi, Milano, Stilos, 2010,  p. 96.